# 余騰芳
余騰芳，台湾政治人物，本来是一名刑警，后分别在台湾省议会秘书处和立法院秘书处任职，曾任立法院副秘书长。2008年任监察院第四届监察委员（2008—2014），2014年任满后再次获得马英九提名，但在立法院表决时未能过关。
2015年8月，余騰芳担任国民党总统候选人洪秀柱竞选团队的副总干事，负责外部固桩。